# シャカリキ!
『シャカリキ！』は曽田正人による漫画作品。
1992年から1995年まで『週刊少年チャンピオン』（秋田書店）に連載された。少年チャンピオンコミックス版は全18巻。小学館より愛蔵版7巻が刊行されているほか、漫画文庫化もされている。また主演遠藤雄弥・監督大野伸介で映画化され、2008年9月6日に公開された。

## 概要
曽田の初期の代表作で出世作。漫画の題材として取り上げられることが少ない自転車競技、なかでもロードレースをテーマとしている。作中で実施されるレースの回数は3回とさほど多くないが、ロードレースのエッセンスを盛り込んだ濃厚な描写がなされている。

## あらすじ
坂の町で自転車を愛する少年野々村輝がロードレーサーに乗り、石渡山市民ロードレースやインターハイ・チームタイムトライアル、ツール・ド・おきなわなどのレースを通じて日本でも有数の自転車選手に成長するまでを描いた作品。なお、作中に登場するツール・ド・おきなわは実在のレースである。

## 登場人物

### 日の本大学附属亀ヶ丘高校（亀高）自転車部
野々村輝 （ののむら てる）
本作の主人公。「坂バカ」。作中では「テル」と表記される場合が多い。身長161cm。かなり無口で、負けず嫌い。
8歳で自転車を買って貰った直後、両親の都合で東京から関西の“坂の町”に引っ越す。意地っ張りな性格もあり、ほとんど自転車の利用者がいない街で坂と格闘するように自転車をこぐ。地元の少年に馬鹿にされながら、二番坂と呼ばれる坂、一番坂と呼ばれる坂に挑み続け、中学生になる頃にはほぼ坂を登りきる事ができるようになる。中学3年の夏休み前に、ライバルとなる由多比呂彦（ユタ）に出会い、進学先を亀高に決定。難易度Aの亀高合格は無理と思われながらも、執念で合格する。
亀高入学後は自転車部に加わり、部員であるユタ・鳩村らとの切磋琢磨を通じ、また事故によって負傷しながらもレーサーとして成長していく。
脚質はクライマー。坂や向かい風など行く手を阻むものがあるときに最大の力を発揮する。また、登りの強さに隠れがちだが、下りも人並み以上にこなす。クライマーとしては日本有数の選手である牧瀬にハンデのある状態で勝つほどのすば抜けた才能を当初から見せる。
物語中盤以降、ビアンキGIRO（コンポーネントはシマノ・105）を駆り、山岳王の証である赤い水玉ジャージ、マイヨ・ブラン・ア・ポワ・ルージュ（作中では「マイヨ・グランペール」）を愛用する。登坂は当然ながら苦痛だが、鼻水と涎をたらしながら限界まで突っ走る「ダサく、格好良い」姿を見せる。
いい意味でも悪い意味でもストイックな性格であり、自転車関連以外の事柄に対して全く興味を示すことがない。特に母親との関係は希薄で、彼にとって実質的な母親的存在が姉であることと、坂に対して強い情熱を持った彼の性格とおっとりとした母親の性格が合わないため、作中では無関心な態度を貫き通す。坂に対する異常とも言える執着心と圧倒的な強さを見せるが、その結果、競り合った他の選手を心身ともに打ちのめして絶望に叩き落としてしまうため、桜には『万人に祝福される選手にならない』と言われる。
事故の怪我とその後の坂の町でのリハビリが原因で留年が決まるが、ツール・ド・おきなわ優勝で入った熱のために通常の学校生活に耐えられなくなり、退学を決意する。その後、酒巻から贈られた写真で自分よりも険しい坂で戦っている者たちがヨーロッパにいることを知り、そこに行く事を決める。
由多比呂彦（ゆた ひろひこ）
亀高自転車部員で、テルと同い年のライバル。「ユタ」と表記されることが多く、「由多」との表記であってもルビはカタカナで振られていることがほとんどである。身長180cm。亀高自転車部の由多監督の息子であり、天才とも言うべき才能を持つ。愛車はルック（LOOK）。
中学時代の終わりにテルと出会うが、最初は実力が自分に遠く及ばない彼を「トーシロ」呼ばわりする。だが数々のレースを経て強くお互いを意識し合うようになり、ツール・ド・おきなわでは総合優勝を懸けて火花を散らす。
才能は父親譲りだが、容姿は母親譲りで線の細い美形。しかし見かけによらず激情家である。怒るとファックサインをする事があるが、作中後半では激励の意味で使用する。
脚質は当初はスプリンターで、ゴール前の加速力から「ロケット・ユタ」の異名を持つ。だがツール・ド・おきなわでは、ダウンヒルで圧倒的なスピードを見せ、登りもテルや鳩村には及ばないものの上位で通過しており、オールラウンダーのように描写される。
美形のために女子にもてるが、当人は輝の姉のような年上の美人が好みで同年代の女性には興味を持たない。
鳩村大輔（はとむら だいすけ）
自転車部の主将でエース。身長164cm。徹底した負けず嫌いであり、自転車に全てを懸ける男。自転車競技を始めたのは、少年時代に由多監督とユタに出会ったことがきっかけ。
高校生ながら前年のツール・ド・おきなわで10位に入賞するなど多くのレースで活躍しており、誰よりも速いということで主将に指名される。当初は愛車パナソニックに他人に指一本触れさせない「おっかない人」として描かれる。
チームプレーが苦手で、テルとユタの入部まではレース出場のために便宜的に部に在籍し、副将の松任谷を含む熱意も才能もない他の部員を見下し、必要以上に関る事を避けていたため、周囲からは孤立していた。主将の仕事もすべて松任谷に丸投げしていたが、2人の加入以後は不器用ながらも徐々に松任谷と共に主将として自転車部を引っ張るようになる。その松任谷に対しては、彼の実力のなさを弄る事もあるが、副将として陰に日向に自分を支えてくれることを感謝している。
中盤まで｢炎のマイヨ｣（ジャージ）を愛用。日の本大との合同合宿以降は、かつて由多監督が着ていた日本代表ジャージを着用している。
脚質はオールラウンダー。平地、坂、下り、ゴールスプリントとあらゆる場面で戦えるが、特に登りはテルやハリスと張り合えるほどの力を持つ。
ツール・ド・おきなわでは、総合上位の可能性を捨てて山岳でのテルとのマッチレースを選択。2回目の山岳賞を巡る戦いでハリスを破るが、テルにあと一歩の所で敗れる。
松任谷譲（まつとうや ゆずる）
自転車部の副将。主将としての仕事を放棄している鳩村の代わりに、自転車部の運営に四苦八苦している。鳩村の数少ない理解者。実力はテル、ユタ、鳩村の3人に劣るが、インターハイ予選でのチームTTでは足を引っ張るまいと奮闘。終盤のツール・ド・おきなわでは鳩村と共に完走し、30位に入る健闘を見せる。自転車を愛しているが、テルや鳩村のようにそれを全てとはしていない。
由多比呂士（ゆた ひろし）
由多比呂彦の父にして亀高自転車部の監督。若い頃は非公式ながら当時のアワーレコードの世界記録に並ぶ実力の持ち主で、東京オリンピック代表候補になった知る人ぞ知る名選手だったが、その強化合宿中の事故により選手生命を断たれ、それ以来自転車には乗っていない。選手時代は「ロケット・ユタ」の異名を誇った。無口で背が低く、お世辞にも美男子とは言えない容姿。テルに対しては『もう一人の息子』とも言えるほど、それこそユタが嫉妬するほどの思い入れを持っており、彼が日の本大との合同合宿で大怪我をした際は友人の家で呑んだくれた挙句、責任を取って退職することも考える。物語当初は協調性がない鳩村を主将に抜擢したり、石渡山市民ロードレースでタイヤがパンクした鳩村にタイヤを渡すようにテルに指示するといった行為から、部下の小林たちから反感を受けることもあった。
永田桜（ながた さくら）
自転車部のマネージャー。整形外科の永田医院の一人娘。ユタとは同じ中学の出身で、テルとはクラスメイト。身長162cm。
最初はマネージャーとしての仕事をこなせなかったが、物語が進むに連れて慣れていき、鳩村以下亀高の自転車部員をサポートする。
美人でスタイルも良く、テルや鳩村、ユタ以外の自転車部員たちの憧れの的だが、当人は坂に挑み続けるテルに恋心を抱き、彼の行く末を案ずる。勢いで自転車部のマネージャーになったり、勢いに任せてテルにキスをするなど、その場の勢いに乗せられやすい性格。また、独特の美的センスの持ち主。
同作者の漫画作品である「め組の大吾 救国のオレンジ」にも成長した姿で登場している。
東海林（しょうじ）
桜の友達で、自転車部のマネージャー。勝気な性格のしっかり者。ポニーテールにした黒髪が特徴。桜との会話で自転車部に興味を持ち、入部する。物語後半、鳩村に対して特別な感情を抱いている描写がある。
小林コーチ
亀高自転車部のコーチ。口髭を生やし、髪形をオールバックにした男性。性格は温厚で常識人。テルの入部当初はテルを試すために厳しい指導を行う由多監督のことを理解できずに不信感を抱くこともあったが、その真意を知って以降、彼に強い信頼を寄せる。

### テルの家族・関係者
野々村さゆり（ののむら さゆり）
テルの姉で、彼の一番の理解者。横浜でOLをしており、亀高に進学したテルを自分のアパートに一緒に住まわせている。テルとは似ても似つかない美人で、ユタの憧れの存在。幼い頃からテルの坂への挑戦を応援し、精根尽き果てて気絶した彼を家に連れて帰っていた。
ツール・ド・おきなわでは、亀高のサポートカーに乗って最初から最後まで弟の戦いを見守る。
映画版をノベライズした小説では、彼女の視点で物語が進行する。
テルの両親
テルとさゆりの両親。父親は真面目なサラリーマン、母親はおっとりとした性格の専業主婦で、名前は美紗子。二人とも普通の家族。父親は自分にない情熱を持った息子に羨望を持ち、彼の応援をしている。母は息子の坂への情熱を理解できずにいたが、ツール・ド・おきなわでテルの走る姿を目の当たりにしたことで息子の生き方を理解し、見守ることを決める。
双葉哲平（ふたば てっぺい）
「坂の町」唯一の自転車店「双葉双輪館」店主でフレームビルダー。テルの自転車を組んでおり、最初の自転車はここのフレームを使っている。「坂の町」で5年ぶりに見た自転車に乗っている子供のテルを気にかけて坂への挑戦を見守り、一番の理解者となる。かつて東京オリンピックで自転車競技の日本代表チームのメカニックを務めており、代表候補であった由多監督とも面識がある。
石渡草丸（いしわた くさまる）
テルの初レースとなる石渡山市民サイクルロードレースのメインスポンサー。本業は石渡建設のオーナー経営者で、一代で財を成した叩き上げ。「ハマのラルプ・デュエズ」と呼ばれる石渡山の持ち主で、レースに出資して自分の山をコースに組み込んだ他、石渡山に山岳賞を設定させる。当初はレースで選手たちの苦しむ顔を観て楽しむといった意地の悪い性格だったが、テルの懸命な姿に惚れて改心し、彼のファンになる。ユタのせいでファックサインの意味を勘違いしており、テルやユタたちの激励に出している。
ツール・ド・おきなわにもテルの応援に駆けつけ、途中まで亀高のサポートカーに乗っていたが、途中からテルの母親を自分の代わりにサポートカーに乗せ、自分はテルの父親と一緒にラジオを聞きながら応援する。

### あさみ野工業高校自転車部関係
ハリス・リボルバー
あさみ野工業高校の自転車選手で、コロンビア出身の留学生。MBKに乗る「坂バカ」。上り坂の終わりにあえてシフトアップし、坂を羽ばたくように上る事から『エル・コンドル』の異名を持つ。登場当初は体力的にも技術的にもテルを上回っており、テルにとっては｢自転車選手としてのライバル｣であるユタに対して、自分と主戦場を同じくする「山岳でのライバル」。
ボゴタ近郊の小村の出身で、幼い頃より花屋を営む母親の手伝いで、ボゴタまでの片道40キロの坂道ばかりの道を花の配達で行き来していた。その根性をボゴタの花屋の主人・アレンに見初められて草レースに参加、徐々に自転車選手として頭角を現していく。しかし母親が自転車競技に否定的なのを目の当たりにして自転車への情熱を失い、日本に留学してテルに出会うまでは、日本の高校自転車競技のレベルの低さに幻滅したのに加えてホームシックもあり、抜け殻のような状態だった。
インターハイ県大会・チームタイムトライアルのコース下見でテルと出会い、レースでテルの坂道での走りを目の当たりにして自転車選手としての魂を揺さぶられて復活。テルもまた復活したハリスの走りに大きな衝撃を受け、以来、互いを山岳でのライバルとして強く認識する。自転車部のマネージャーのスズコこと黒沢鈴子とは幼馴染の恋人同士である。インターハイ以降は個人で大会に参加し、彼の実力を認めた監督とスズコと3人で行動している。
黒沢鈴子（くろさわ すずこ）
あざみ野工業高校自転車部のマネージャー。眼鏡を掛けたきつめの顔立ちが特徴の美人。やや無愛想で勝気な性格。幼い頃にコロンビアに住んでいた事があり、ハリスとはその頃からの幼馴染。監督と共にハリスをマネージャーとして献身的にサポートする一方、熱意も才能もない他の自転車部員を冷めた眼で見ている。作中終盤までテルを甘く見ていたハリスと違い、彼を『自分たちの夢を奪う悪魔』と警戒している。
アレン
ハリスの母親と商売の取引をしている花屋の主人。太めの体型の白人男性。若い頃、自転車選手になりたかったほどの大の自転車好きであり、ハリスの才能に惚れ込んでいる。彼の本質を実の母親よりも理解しており、父親を知らないハリスにとっての父親代わりとも言える存在。家族は妻と娘。

### 大学・実業団所属選手
柘植たつや（つげ たつや）
日の本大学自転車部主将で、亀高自転車部OB。普段の生活全てを自転車に関連付け、レースにおいては「電算機（コンピュータ）」の異名を取る戦略家で、前年の国体ロードレース準優勝、ツール・ド・おきなわ4位入賞という実績を誇る。自転車はエディ・メルクス。
高校時代に由多監督の目に留まらなかったこと、そしてテルたちが由多監督に目をかけられていることに内心で嫉妬を見せるが、日の本大・亀高の合同合宿では、由多監督の依頼でテルの欠点を指摘し、的確な練習メニューを用意するなど、彼らに成長するきっかけを与える。惚れっぽく、作中では輝の姉や桜に惚れ、彼女らに対して不器用なモーションをかけている。ツール・ド・おきなわではコンスタントな走りで3位に入賞するが、テルとユタの戦いにすべての人の目が奪われてしまった結果、人々の眼中に全く入らずに終わる。
星カオル（ほし かおる）
実業団チーム・丹羽工業のエース。25歳。昨年のツール・ド・おきなわで3位に入った実力者だが、ツール・ド・おきなわで牧瀬と一緒にテルに一蹴される。表には出さないが、酒巻への憧れは強い。
牧瀬健太郎（まきせ けんたろう）
実業団チームの帝都舗道に所属するロードレーサー。22歳。日本でもトップクラスに入る実力の持ち主とされる。酒巻の後輩で、愛称は「マッキー」。
酒巻の「皇帝」の異名に対して「貴公子」（プリンス）と評される。石渡山市民ロードレースにおいて、亀高自転車部の意図せぬ連携によって鳩村に敗れており、ツール・ド・おきなわでは高校生勢に対しても対抗心を燃やす。自転車はコルナゴ。
酒巻玲於奈（さかまき れおな）
実業団チームの帝都舗道に所属し、日本ロードレース界において「皇帝（カイザー）」と称される日本屈指の実力を持つロードレーサー。30歳。自転車は牧瀬と同じくコルナゴ。前年のツール・ド・おきなわ優勝者で、ハリスやテル、ユタ、鳩村たち次世代のロードレーサーが乗り越えるべき「壁」として立ちはだかる。
海外のレースで名を上げ、海外のプロチームからのオファーまであと一歩と言う所まで上り詰めながら、あるレースで情報不足と判断ミスによって勝利を逃した結果プロ入りを果たせず帰国した苦い過去を持つ。現在も「オレは皇帝（カイザー）ではなく挑戦者（チャレンジャー）だ」と言い切り、日本最強の地位に安住することなく世界を目指すひとりのレーサーである。
ツール・ド・おきなわのスタート直後は高校生たちの実力をあからさまに軽視するが、レース中盤、彼らによって引っ掻き回されてペースを乱す。最後は自分の意地と誇りを懸けてテルに坂道でのダンシング勝負を挑むがこれに敗れて途中リタイア、現役引退を決意する。その後、亀高を退学するテルを指導者として導くために帝都舗道にスカウトするが、それを拒否するテルにヨーロッパを見出してスカウトを断念。帝都舗道が用意したテルの契約金を使ってヨーロッパのレースで山岳地帯を走るクライマーたちの写真を彼に贈り、残りの金でヨーロッパ行きの飛行機のチケットを手配する。

## 映画
2008年9月公開、配給はショウゲート。

### 出演者
- 野々村輝 ： 遠藤雄弥
- 鳩村大輔 ： 中村優一
- 由多比呂彦 ： 鈴木裕樹
- 斉藤大樹 ： 小柳友
- 丸山太志 ： 池田哲哉
- 鳥越雅也 ： 坂本真
- 松平健一 ： 小林裕吉
- 由多比呂士 ： 原田泰造
- 永田桜 ： 南沢奈央
- 野々村さゆり ： 中越典子

他

### スタッフ
- 監督：大野伸介
- 脚本：丑尾健太郎／水野宗徳
- 製作：上松道夫／渡辺ミキ
- 企画：梅澤道彦／大澤剛
- プロデューサー：松井俊之／松本整／田村令／甘木モリオ／東美恵子
- 撮影：小林元
- 音楽：半沢武志
- 主題歌：Sonar Pocket「Promise」